# Théophile Cotte
Pas d'image ? Cliquez ici

a Compétitions nationales et continentales officielles uniquement.

Dernière mise à jour le 14 mars 2024.
Théophile Cotte, né le 26 avril 1993, est un joueur français de rugby à XV qui évolue au poste de troisième ligne aile au CS Bourgoin-Jallieu.

## Biographie
Après avoir fait un an de judo, Théophile Cotte commence le rugby à XV à Groisy à l'âge de neuf ans, en compagnie de son grand frère Léandre. Comme les joueurs ne sont pas assez nombreux, ils sont envoyés à Annecy-le-Vieux, au club du Rugby Club Annecy-le-Vieux.
Il rejoint le CS Bourgoin-Jallieu en première année cadet, en parallèle d'une formation professionnelle en charpenterie, avant d'intégrer le centre de formation du club. Cotte fait ses débuts avec l'équipe première lors de la dernière saison du club en Top 14 en 2010-2011. Il dispute son premier match chez les pros le 23 avril 2011 contre le Stade toulousain.
Il dispute par la suite cinq saisons de Pro D2 avec le CSBJ entrecoupées d'un an en Fédérale 1. Le 30 octobre 2015, il inscrit son premier essai en professionnel face à Colomiers Rugby.
En 2017, il quitte le CSBJ après la nouvelle relégation du club en Fédérale 1, et rejoint le Lyon OU avec qui il signe un contrat de deux ans. Il fait ses débuts en compétitions européennes le 13 octobre 2017 sur le terrain des Cardiff Blues lors d'un match de Challenge européen.
Après une saison décevante à Lyon avec seulement neuf matchs disputés, il s'engage en faveur de l'USON Nevers.
En 2022, il fait son retour au CS Bourgoin-Jallieu avec un contrat de trois saisons.